# Charles Reid (snowboarder)
Charles Reid (Mont-Tremblant, 12 april 1990) is een Canadees snowboarder. Hij nam eenmaal deel aan de Olympische Winterspelen, maar behaalde geen medaille.

## Carrière
Reid maakte zijn wereldbekerdebuut in februari 2008 tijdens de halfpipe in Sungwoo. Hij behaalde nog geen podiumplaats in een wereldbekerwedstrijd. In 2014 nam Reid een eerste keer deel aan de Olympische Spelen. Op de slopestyle eindigde hij 22e.

## Resultaten

### Olympische Winterspelen
| Jaar | Plaats | Resultaten     |
| ---- | ------ | -------------- |
| 2014 | Sotsji | 22e Slopestyle |

### Wereldbeker
Eindklasseringen
| Seizoen   | Algm | PAR  | HP  | BA  | SBS |
| --------- | ---- | ---- | --- | --- | --- |
| 2007/2008 | 213e | -    | 65e | -   | -   |
| 2008/2009 | 127e | -    | 46e | 54e | -   |
| 2009/2010 | 227e | -    | 73e | -   | -   |
| 2012/2013 | 72e  | 330e | -   | -   | 26e |